# Canela (gruppo etnico)
I Canela  sono un gruppo etnico del Brasile che ha una popolazione stimata in 2.722 individui (2010). Il gruppo è composto da due sottogruppi che parlano la stessa lingua e che hanno modelli culturali simili: i Ramkokramekrá e gli Apanyekrá. Fino agli inizi del XX secolo esisteva anche un terzo sottogruppo, i Kenkateyê, poi estintisi.

## Lingua
I Ramkokramekrá e gli Apanyekrá parlano la lingua canela, lingua che appartiene alla famiglia linguistica Jê.

## Insediamenti
Vivono nello stato brasiliano di Maranhão. Il villaggio principale dei Ramkokamekrá, Escalvado, si trova a circa 70 chilometri a sud-sud-est della città di Barra do Corda ed è conosciuto anche come Aldeia do Ponto. La delimitazione e l'omologazione dei 125.212 ettari complessivi del territorio indigeno dei Canela è avvenuta tra il 1971 e il 1983. In precedenza queste terre erano situate nel comune di Barra do Corda, ma ora si trovano nel nuovo comune di Fernando Falcão, nato dall'espansione della vecchia città di Jenipapo dos Resplandes. Il limite meridionale è in gran parte delimitato dai monti Alpercatas.
Per quanto riguarda gli Apanyekrá, l'omologazione del territorio indigeno Porquinhos, per una superficie totale di 79.520 ettari situati nei comuni di Fernando Falcão e Grajaú, è avvenuta solo agli inizi degli anni ottanta. Il villaggio principale degli Apanyekrá si trova a circa 80 chilometri a sud ovest del comune di Barra do Corda, mentre 75 chilometri di foresta facilmente percorribili separano il territorio dal comune di Grajaú ad est. A differenza dei Ramkokamekrá, gli Apanyekrá dispongono di un ambiente naturale più generoso in termini di campi coltivabili con il taglia-e-brucia e di selvaggina e pesci, con il fiume Corda che scorre all'interno dell'area.

## Storia
Fino agli anni quaranta del XX secolo i due gruppi hanno convissuto in maniera relativamente isolata. In seguito ci sono stati numerosi contatti con gli allevatori locali, con missionari e con agenti del FUNAI.